# الابجل (مناخة)

تعديل مصدري - تعديل

الابجل هي إحدى قرى عزلة حصبان بمديرية مناخة التابعة لمحافظة صنعاء، بلغ تعداد سكانها 92 نسمة حسب تعداد اليمن لعام 2004.